# Scansano
Scansano là một đô thị (comune) ở tỉnh Grosseto, vùng Toscana của Ý. Đô thị Scansano có diện tích 273,57 km2, dân số thời điểm 31 tháng 5 năm 2009 là 4597 người.
Scansano có các đơn vị dân cư sau: Baccinello, Montorgiali, Murci, Pancole, Poggioferro, Polveraia, Pomonte, Preselle
Scansano giáp với các đô thị: